# Futbol'nyj Klub Torpedo Moskva 2021-2022
Questa voce raccoglie le informazioni riguardanti il Futbol'nyj Klub Torpedo Moskva nelle competizioni ufficiali della stagione 2021-2022.

## Stagione
Dopo sei anni il club ritrovò l'accesso alla Prem'er-Liga, vincendo la PFN Ligi.

## Rosa
| N. |                        | Ruolo | Calciatore                      |
| -- | ---------------------- | ----- | ------------------------------- |
| 4  | Russia (bandiera)      | D     | Oleg Kozhemyakin                |
| 5  | Russia (bandiera)      | D     | Aleksey Shumskikh               |
| 7  | Russia (bandiera)      | C     | Aleksandr Ryazantsev (capitano) |
| 9  | Russia (bandiera)      | A     | Vladislav Adaev                 |
| 10 | Russia (bandiera)      | A     | Igor Lebedenko                  |
| 11 | Russia (bandiera)      | D     | Ivan Temnikov                   |
| 14 | Russia (bandiera)      | A     | Mukhammad Sultonov              |
| 15 | Russia (bandiera)      | C     | Aleksandr Orekhov               |
| 17 | Bielorussia (bandiera) | C     | Pavel Sedko                     |
| 20 | Russia (bandiera)      | C     | Aleksey Pomerko                 |
| 24 | Russia (bandiera)      | A     | Egor Dorokhov                   |
| 29 | Russia (bandiera)      | P     | Anton Porutchikov               |
| 30 | Russia (bandiera)      | D     | Ilya Eliseev                    |
| 35 | Russia (bandiera)      | C     | Ivan Enin                       |
| 44 | Russia (bandiera)      | D     | Artem Samsonov                  |

| N. |                        | Ruolo | Calciatore           |
| -- | ---------------------- | ----- | -------------------- |
| 49 | Russia (bandiera)      | D     | Egor Proshkin        |
| 51 | Russia (bandiera)      | P     | Vitaliy Botnar       |
| 52 | Russia (bandiera)      | C     | Ravil Netfullin      |
| 55 | Bielorussia (bandiera) | A     | Denis Laptev         |
| 56 | Russia (bandiera)      | P     | Aleksandr Dovbnya    |
| 59 | Russia (bandiera)      | A     | Timur Abdrashitov    |
| 90 | Russia (bandiera)      | A     | Amur Kalmykov        |
| 97 | Russia (bandiera)      | C     | Daniil Poluboyarinov |
| 99 | Russia (bandiera)      | D     | Andrey Evdokimov     |
| -  | Ucraina (bandiera)     | D     | Oleksandr Kapliyenko |
| -  | Russia (bandiera)      | D     | Dmitriy Redkovich    |
| -  | Ucraina (bandiera)     | C     | Andriy Kravchuk      |
| -  | Russia (bandiera)      | C     | Gennadiy Kiselev     |
| -  | Russia (bandiera)      | A     | Mikhail Markin       |
| -  | Russia (bandiera)      | A     | Georgiy Gongadze     |

## Risultati

### Campionato
| Arbitro: | Vladimir Seldyakov |

|                        |           |                                        |
| Ilya Petrov 85’ (rig.) | Marcatori | 21’ Vladislav Adaev 88’ Igor Lebedenko |

| Arbitro: | Sergey Cheban |

|                                                                                                |           |  |
| Amur Kalmykov 18’ Amur Kalmykov 45’ Mukhammad Sultonov 58’ Ivan Enin 62’ Aleksey Shumskikh 74’ | Marcatori |  |

| Arbitro: | Evgeni Turbin |

|                                                                |           |                        |
| Mukhammad Sultonov 10’ Amur Kalmykov 82’ Igor Lebedenko 90'+4’ | Marcatori | 4’ Nikolay Giorgobiani |

| Mosca 31 luglio 2021, ore 16:00 4ª giornata | Torpedo Mosca  | 0 – 0 referto | Tekstilščik Ivanovo | Luzhniki Stadium (460 spett.)\| Arbitro: \| Rafael Shafeev \| |
| Arbitro:                                    | Rafael Shafeev |               |                     |                                                               |

| Arbitro: | Anatoliy Zhabchenko |

|                    |           |  |
| Igor Lebedenko 63’ | Marcatori |  |

| Arbitro: | Igor Panin |

|  |           |               |
|  | Marcatori | 72’ Ivan Enin |

| Arbitro: | Artur Fedorov |

|  |           |                   |
|  | Marcatori | 58’ Amur Kalmykov |

| Arbitro: | Oleg Sokolov |

| |           |                      |
| Andrey Evdokimov 16’ Amur Kalmykov 23’, 47’ Mukhammad Sultonov 35’ Amur Kalmykov 41’ Igor Lebedenko 45'+1’ Mikhail Markin 83’ (rig.) | Marcatori | 10’ Artur Arustamyan |

| Arbitro: | Sergey Kulikov |

|                          |           |                   |
| Vladislav Lazarev 90'+2’ | Marcatori | 31’ Amur Kalmykov |

| Arbitro: | Artem Chistyakov |

|                                               |           |                                        |
| Mukhammad Sultonov 71’ Mukhammad Sultonov 87’ | Marcatori | 30’ Maksim Maksimov 36’ Roman Akbashev |

| Arbitro: | Ivan Saraev |

|                                                        |           |                                                                         |
| Igor Lebedenko 51’ Amur Kalmykov 57’ Amur Kalmykov 82’ | Marcatori | 24’ (rig.) Aleksandr Stavpets 31’ Konstantin Korzh 58’ Pavel Kudryashov |

| Arbitro: | Vladimir Moskalev |

|                                               |           |                  |
| Mukhammad Sultonov 10’ Mukhammad Sultonov 81’ | Marcatori | 85’ Yuri Kovalev |

| Arbitro: | Evgeni Turbin |

|                 |           |  |
| Ivan Chudin 14’ | Marcatori |  |

| Arbitro: | Evgeni Bulanov |

|                         |           |                    |
| Aleksandr Ryazantsev 8’ | Marcatori | 86’ Marat Sitdikov |

| Arbitro: | Artem Lyubimov |

|                             |           |                   |
| Ilia Beriashvili 11’ (rig.) | Marcatori | 27’ Amur Kalmykov |

| Arbitro: | Dmitri Streltsov |

|                     |           |                   |
| Aleksey Pomerko 66’ | Marcatori | 68’ Egor Teslenko |

| Arbitro: | Sergey Tsyganok |

|                     |           |                    |
| Irakliy Manelov 30’ | Marcatori | 19’ Artem Samsonov |

| Arbitro: | Aleksey Matyunin |

|                                                       |           | |
| Artur Galoyan 23’ Artur Galoyan 44’ Danila Ezhkov 65’ | Marcatori | 14’ Mukhammad Sultonov 51’ Andrey Evdokimov 67’ Igor Lebedenko 70’ Ivan Temnikov 75’ Ivan Temnikov |

| Arbitro: | Anton Anopa |

|                                           |           |                       |
| Aleksey Shumskikh 25’ Aleksey Pomerko 74’ | Marcatori | 84’ Aleksandr Lomakin |

| Arbitro: | Roman Safyan |

|  |           |                     |
|  | Marcatori | 41’ Aleksey Pomerko |

| Arbitro: | Evgeni Kukulyak |

| |           |                    |
| Batraz Khadartsev 24’ David Kobesov 31’ Batraz Khadartsev 41’ (rig.) Butta Magomedov 73’ (rig.) Islam Mashukov 79’ | Marcatori | 75’ Artem Samsonov |

| Arbitro: | Andrey Fisenko |

|                  |           |                   |
| Egor Prutsev 49’ | Marcatori | 40’ Ivan Temnikov |

| Arbitro: | Rafael Shafeev |

|                                                                |           |                                                             |
| Zakhar Tarasenko 11’ Roman Kosyanchuk 31’ Roman Kosyanchuk 39’ | Marcatori | 42’ Amur Kalmykov 61’ Igor Lebedenko 73’ Mukhammad Sultonov |

| Mosca 21 novembre 2021, ore 12:00 24ª giornata | Torpedo Mosca  | 0 – 0 referto | SKA-Chabarovsk | Luzhniki Stadium (420 spett.)\| Arbitro: \| Aleksey Amelin \| |
| Arbitro:                                       | Aleksey Amelin |               |                |                                                               |

| Arbitro: | Evgeni Bulanov |

|                       |           |  |
| Aleksey Shumskikh 65’ | Marcatori |  |

| Arbitro: | Yunus Koshko |

|                    |           |                                                                    |
| Vladlen Babaev 51’ | Marcatori | 50’ Aleksey Pomerko 71’ (rig.) Aleksey Pomerko 75’ Vladislav Adaev |

| Arbitro: | Rafael Shafeev |

|                                           |           |                                             |
| Mukhammad Sultonov 36’ Igor Lebedenko 74’ | Marcatori | 64’ Artem Meshchaninov 71’ Artëm Maksimenko |

| Arbitro: | Roman Galimov |

|  |           |                               |
|  | Marcatori | 84’ (rig.) Mukhammad Sultonov |

| Arbitro: | Artem Chistyakov |

|                                    |           | |
| Ilya Kubyshkin 4’ Dénis Duarte 72’ | Marcatori | 23’ Denis Laptev 26’ Mukhammad Sultonov 35’ (rig.) Mukhammad Sultonov 45’ Denis Laptev 70’ Denis Laptev |

| Arbitro: | Pavel Kukuyan |

|                      |           |  |
| Vladimir Obukhov 49’ | Marcatori |  |

| Mosca 6 aprile 2022, ore 18:00 31ª giornata | Torpedo Mosca  | 0 – 0 referto | Akron Togliatti | Luzhniki Stadium (730 spett.)\| Arbitro: \| Yan Bobrovskiy \| |
| Arbitro:                                    | Yan Bobrovskiy |               |                 |                                                               |

| Arbitro: | Vasili Kazartsev |

|  |           |                  |
|  | Marcatori | 19’ Denis Laptev |

| Arbitro: | Igor Nizovtsev |

|                        |           |  |
| Mukhammad Sultonov 29’ | Marcatori |  |

| Naberežnye Čelny 23 aprile 2022, ore 14:00 34ª giornata | KAMAZ         | 0 – 0 referto | Torpedo Mosca | Stadio KAMAZ (830 spett.)\| Arbitro: \| Artur Fedorov \| |
| Arbitro:                                                | Artur Fedorov |               |               |                                                          |

| Arbitro: | Sergey Kulikov |

|                                        |           |  |
| Denis Laptev 19’ Aleksey Shumskikh 75’ | Marcatori |  |

| Arbitro: | Roman Safyan |

|                   |           |  |
| Amur Kalmykov 15’ | Marcatori |  |

| Arbitro: | Vladimir Seldyakov |

|  |           |                        |
|  | Marcatori | 85’ Mukhammad Sultonov |

| Arbitro: | Konstantin Averyanov |

|                                                    |           |                                           |
| Oleg Kozhemyakin 61’ Aleksey Pomerko 90'+1’ (rig.) | Marcatori | 42’ (aut.) Ivan Enin 76’ Kirill Bolshakov |

### Coppa di Russia
| Arbitro: | Sergey Tsyganok |

|  |                      |  |
|  | Tiri di rigore 4 – 2 |  |

| Arbitro: | Daniil Shemetov |

|                         |           |  |
| Aleksey Gavrilovich 40’ | Marcatori |  |

| Arbitro: | Yan Bobrovskiy |

|                                                   |           |  |
| Amur Kalmykov 60’ (rig.) Timur Abdrashitov 90'+1’ | Marcatori |  |